# Projeto de Lei 1904/2024
O Projeto de Lei 1904/2024, também conhecido como PL Antiaborto ou PL do Aborto, é uma proposta legislativa apresentada na Câmara dos Deputados do Brasil, que visa alterar o Código Penal para equiparar o aborto ao homicídio quando realizado após a 22ª semana de gestação. A proposta é de autoria do deputado federal Sóstenes Cavalcante, do Partido Liberal (PL-RJ).

## Texto
Segundo o autor do projeto de lei e seus apoiadores, o PL 1904/2024 visa impedir que o aborto seja estendido "até o nono mês da gestação". O PL edita os artigos 124, 125, 126 e 128 do Código Penal Brasileiro, onde equipara o aborto após 22 semanas de gestação ao homicídio simples, incluindo em situações que é permitido pela lei brasileira, como em caso de estupro. A mulher que aborta pode ser presa por até 20 anos. O PL também prevê a prisão de médicos que realizem o "aborto ilegal", incluindo em caso de violência sexual. O aborto por anencefalia ou invabilidade fetal ainda serão considerados legais. De acordo com Sóstenes, crianças que cometam aborto passarão por um processo socioeducativo. Porém, crianças até 12 anos são encaminhadas para o Conselho Tutelar, mas crianças entre 12 e 18 anos têm pena que fica ao critério do juiz. A pena pode chegar a 3 anos de cadeia com soltura compulsória aos 21 anos, e os pais também podem ser punidos.
O autor do pedido de urgência, deputado Eli Borges (PL-TO), defendeu a aprovação do projeto e a criminalização do aborto mesmo nos casos previstos no Código Penal, alegando que "basta buscar a Organização Mundial da Saúde (OMS), [a partir de 22 semanas] é assassinato de criança literalmente, porque esse feto está em plenas condições de viver fora do útero da mãe".
Após os protestos e críticas, Cavalcante anunciou que aumentaria a pena do estuprador para 30 anos. Em 26 de junho, após sugestão de Michelle Bolsonaro, Cavalcante concordou em não criminalizar a mulher. Na nova tese, a mulher não poderia interromper a gravidez após 22 semanas, mas teria a opção de entregar a criança para a adoção.

### Críticas
A maior parte das críticas provém do fato do aborto ser legalizado após 22 semanas apenas em caso de estupro, anencefalia e risco de vida da mulher. Caso o PL fosse aceito, seria um retrocesso no tema. O PL traz termos vagos, como "viabilidade fetal", que pode servir de impedimento para o acesso ao aborto legal. O termo significa o tempo mínimo em que o feto poderia viver fora da barriga da mãe, algo que  é usado no contexto de partos prematuros e que não é consenso entre os cientistas. Também, de acordo com o Anuário Brasileiro de Segurança Pública de 2023, o estupro no país é cometido principalmente contra meninas, onde 61,4% das vítimas têm no máximo 13 anos e mais de 80% são do sexo feminino. Ou seja, as principais afetadas pela nova lei seriam garotas menores de idade.  Ainda, é apontado possível inconstitucionalidade no projeto, desproporcionalidade na pena aplicada e a vitimização da mulher estuprada, já que mulher que aborta pode ser presa por até 20 anos, enquanto a pena para o estuprador é de até 10 anos.
Também, o PL tornaria a legislação brasileira sobre aborto equiparável a países como Afeganistão, El Salvador e Indonésia, conhecidos pelas violações sistemáticas ao direito das mulheres. A pena brasileira para a mulher que aborte também seria maior do que nestes países. No Afeganistão, por exemplo, a pena máxima é de dois anos de prisão para a mulher e doze para o médico. A lei ainda seria mais rígida do que alguns países do Oriente Médio. Chipre, Israel e Turquia permitem o aborto em caso de estupro, Tunísia, Sudão e Indonésia permitem para salvar a vida da mãe e Guiné, Burquina Fasso, Chade, Camarões e Arábia Saudita permitem por razões de saúde mental.

## Tramitação

### Antecedentes
O governo Lula declarou que não iria se imiscuir em assuntos da "pauta de costume" (dentre os quais estaria o aborto). Nas eleições de 2022, Lula escreveu carta aos evangélicos afirmando ser contra o aborto e que rechaçava banheiros unissex em escolas, além de garantir que não fecharia templos. Assim, foi deixado o caminho aparentemente livre para a aprovação do projeto de lei por uma Câmara dos Deputados majoritariamente conservadora. Foi apresentado na Câmara como resposta a uma decisão do ministro Alexandre de Moraes, do STF (Supremo Tribunal Federal), que suspendeu, no dia 17 de Maio, uma resolução do Conselho Federal de Medicina (CFM) que impedia que médicos matassem bebês após 22 semanas de gestação, atendendo a pedido protocolado pelo PSOL.
Conselho Federal de Medicina (CFM)
Em abril, o Conselho Federal de Medicina (CFM) publicou uma resolução proibindo a assistolia fetal a partir das 22 semanas de gravidez nos casos de estupro, situação em que o aborto não é punido no Brasil. A injeção de cloreto de potássio, adotada para a assistolia fetal, é um método doloroso usado também em execuções de pena de morte e na eutanásia animal. A dor no caso dos fetos, contudo, é muito maior, já que não há possibilidade de anestesia.

### Proposição
O projeto foi apresentado em 17 de maio de 2024 pelo pastor e deputado federal Sóstenes Cavalcante, do PL do Rio de Janeiro, sob a alegação de que o Código Penal "não estabelece limites máximos de idade gestacional para a realização da interrupção da gestação", o que poderia levar o procedimento a ser realizado "mesmo quando o nascituro já seja viável". Nos países onde o aborto é permitido, o limite gestacional varia. Enquanto em alguns locais, como a Tailândia, ele pode chegar a 20 semanas (quase cinco meses), na maioria dos casos fica entre 10 e 14 semanas (dois a três meses).

### Votação
Em 4 de junho de 2024, foi apresentado um requerimento de urgência pelo deputado Eli Borges, do PL do Tocantins, o qual foi acatado pelo presidente da Câmara, Arthur Lira; em 12 de junho de 2024 o requerimento foi votado e aprovado, numa votação simbólica. Com a medida, o projeto está apto a ser votado diretamente pelo plenário da Câmara, sem antes passar por qualquer comissão da casa legislativa. Arthur Lira já foi acusado em 2006 de agredir sua ex-mulher, Jullyene Lins, após ele ter descoberto que ela estava com outro homem seis meses após o término do relacionamento. Lira foi absolvido pelo STF em 2015 por Lins mudar seu depoimento por, segundo ela, ser ameaçada de perder a guarda dos filhos. Posteriormente, Lins o acusou de estupro. A votação ocorreu sem que Lira dissesse o número de requerimento ou o tema em análise. Um dia antes da votação, houve uma manifestação antiaborto na Esplanada dos Ministérios e uma sessão solene em homenagem ao Movimento Pró-Vida do Brasil, que contou com presença de Damares Alves.

#### Votos
Assinaram o projeto os seguintes parlamentares:
- Sóstenes Cavalcante (PL-RJ) - Autor
- Evair Vieira de Melo (PP-ES)
- Delegado Paulo Bilynskyj - (PL/SP)
- Gilvan da Federal - (PL/ES)
- Filipe Martins - (PL/TO)
- Luiz Ovando - (PP/MS)
- Bibo Nunes - (PL/RS)
- Mario Frias - (PL/SP)
- Delegado Palumbo - (MDB/SP)
- Ely Santos - (REPUBLIC/SP)
- Simone Marquetto - (MDB/SP)
- Cristiane Lopes - (UNIÃO/RO)
- Abilio Brunini - (PL/MT)
- Franciane Bayer - (REPUBLIC/RS)
- Carla Zambelli - (PL/SP)
- Dr. Frederico - (PRD/MG)
- Greyce Elias - (AVANTE/MG)
- Delegado Ramagem - (PL/RJ)
- Bia Kicis - (PL/DF)
- Dayany Bittencourt - (UNIÃO/CE)
- Lêda Borges - (PSDB/GO)
- Junio Amaral - (PL/MG)
- Coronel Fernanda - (PL/MT)
- Pastor Eurico - (PL/PE)
- Capitão Alden - (PL/BA)
- Cezinha de Madureira - (PSD/SP)
- Eduardo Bolsonaro - (PL/SP)
- Rafael Pezenti - (MDB/SC)
- Julia Zanatta - (PL/SC)
- Nikolas Ferreira - (PL/MG)
- Eli Borges - (PL/TO)
- Fred Linhares - (REPUBLIC/DF)

### Regime de urgência
Apresentado em 17 de maio de 2024, em 4 de junho foi solicitada a tramitação em regime de urgência. O pedido foi acatado pela Mesa da Câmara e aprovado por votação simbólica em 12 de junho, estando pronto para ir à votação em plenário.
Sóstenes Cavalcante afirmou que o PL era um teste para ver se o governo Lula estava mentindo sobre não barrar pautas de cunho moral. O líder do governo na Câmara, José Nobre Guimarães (PT-CE), afirmou que a questão “não é matéria de interesse do governo”. As bancadas do PSOL e do PCdoB foram abertamente contra o PL. De acordo com o jornal O Globo, membros do PT pediram que parlamentares do PSOL para não insistirem na votação nominal. O jornal também afirmou que a instrução geral foi que os membros do PT não se opusessem e se juntassem a votação simbólica, para evitar o desgaste do partido e a reação do eleitorado evangélico. Alguns membros do PT pediram que fossem registrados votos contrários ao PL. Membros do PSB também teriam articulado para a votação simbólica. Guimarães negou que o PT tenha feito tais articulações. O PL também dividiu a bancada evangélica, já que parte dos deputados apoiavam o estatuto do nascituro, em tramitação há mais de 15 anos. Eles apoiaram a votação por entender que o PL de Sóstenes tinha mais chances de ser aprovada ainda em 2024. Seis das mulheres que votaram a favor do PL são membros da Comissão de Defesa dos Direitos da Mulher. Ainda, Renilce Nicodemos (MDB-PA) inicialmente votou a favor, mas retirou seu nome após repercussão negativa. Ela declarou que retirou o voto por apoiar a atual legislação e ter entendido inicialmente que o PL protegia as mulheres.
Em resposta às críticas, Arthur Lira afirmou que o PL "não avança para legalizar, nem retroage", que a Câmara continuaria pressionando para a proibição do aborto e que teria relatoria de uma mulher, possivelmente do centrão, para produzir uma proposta "mais equilibrada". Um dos nomes propostos é de Greyce Elias (Avante-MG). Outro possível nome é o de Benedita da Silva (PT-RJ). A bancada do PT passou a atuar nos bastidores para "suavizar" o PL. Uma das possíveis propostas é a proibição apenas da assistolia fetal. Também há pressão para que Lira arquive a proposta. Alguns deputados de direita apoiaram a punição apenas para o médico que realize o procedimento, e não a mulher.
De acordo com a Folha de S.Paulo, o centrão tirou parte de seu apoio ao PL e até mesmo a bancada evangélica não estaria disposta a levar a votação adiante, por entender que sofreriam uma derrota. Surgiu a possibilidade da votação ser adiada para o fim do ano, depois das eleições municipais, o que fez Sóstenes Cavalcante declarar que caso o PL não fosse votado, pressionaria para o estatuto do nasciturno seria votado no lugar. No dia 18, Arthur Lira reuniu-se com os líderes dos partidos da Casa para discutir a tramitação do PL. Lira queixou-se das críticas que recebeu e que não poderia arquivar o PL. Por isso, pediu que os deputados encontrassem uma solução. Também foram citados nomes como Simone Marquetto (MDB-SP) e Dani Cunha (União Brasil-RJ) como possíveis relatoras. Lira também anunciou a criação de uma comissão representativa para trabalhar no PL no segundo semestre. O PSOL iniciou a coleta de assinaturas para retirar a urgência da proposta. Cavalcante anunciou que o texto precisaria de ajustes, mas que não mudaria o cerne do PL.
O presidente Luiz Inácio Lula da Silva pressionou a base governista no Congresso para se posicionar contra o PL. Sâmia Bomfim (PSOL-SP) protocolou o PL 2520/2024, que prevê o acesso integral ao aborto legal no país, feito por profissionais competentes. Michelle Bolsonaro propôs algumas alterações ao PL, incluindo que a mulher não seja criminalizada pelo ato, proposta que foi consentida por Sóstenes Cavalcante.
Após as críticas, um PL criado por Paes de Lira (PTC-SP) em 2010 foi posta em votação novamente e o Partido Liberal iniciou a coleta de assinaturas para outro PL, ambos com o objetivo de aumentar a pena do estuprador. O PL de 2010 foi retirado de votação no dia 2 de julho por pedido de vista do deputado Luiz Couto (PT-PB). Também foram propostos diversos outros PLs, como o PL 1.920/2024, de Marcos Pollon (PL-MS), que criminaliza os médicos, PL 2.499/2024, proposta por 36 deputados, que obriga unidades de saúde a notificar a polícia em caso de realização do aborto por estupro, e o PL 2.524/2024, de Mecias de Jesus (Republicanos-RR), que estabelece o direito do feto a “presunção absoluta de viabilidade fetal a partir da 22a semana de gravidez”.
Em 19 de julho, o presidente da Câmara, Arthur Lira, disse que o colégio de líderes errou na discussão do projeto de lei que equipara aborto a homicídio. Ele também criticou parlamentares por não terem analisado todos os pontos da proposta antes do debate.

## Reações

### Políticos e entidades
Após ser aceito na Câmara, o presidente do Senado Federal, Rodrigo Pacheco (PSD-MG), declarou que o PL jamais iria direto ao plenário do Senado. Além disso, afirmou que o PL era uma "inovação infeliz" e que não parecia ser "minimamente viável". A primeira-dama Janja inicialmente não se pronunciou sobre o tema, e o presidente Luiz Inácio Lula da Silva afirmou que se pronunciaria quando voltasse ao Brasil. Na ocasião, ambos estavam em Genebra para uma conferência da Organização Internacional do Trabalho (OIT). No dia seguinte, Janja escreveu no X que o PL era um absurdo e que “[o]s propositores do PL parecem desconhecer as batalhas que mulheres, meninas e suas famílias enfrentam para exercer seu direito ao aborto legal e seguro no Brasil”. Em coletiva de imprensa concedida após o encerramento da Cúpula do G7, Lula disse ser pessoalmente contra o aborto, chamou o PL de "insanidade" e apoiou a atual legislação. Ainda, Lula declarou que "quero saber se a filha dele [Sóstenes Cavalcante] fosse estuprada". O Ministro dos Direitos Humanos Silvio Almeida chamou o PL de "escabroso" e “vergonhosamente inconstitucional”. O ministro criticou o PL novamente na Igreja Batista da Água Branca, o que lhe rendeu aplausos. A Ministra das Mulheres, Cida Gonçalves, afirmou que " não podemos aceitar que o pouco que nós temos de garantia de direito para meninas e mulheres seja destruído nesse momento". O Ministro de Relações Exteriores, Alexandre Padilha, afirmou que o governo não apoiaria nenhuma mudança na legislação do aborto no país. A Ministra do Meio Ambiente e Mudança do Clima Marina Silva afirmou que era pessoalmente contra o aborto, mas o PL era "desrespeitoso e desumano com as mulheres". A Ministra da Saúde Nisia Trindade afirmou que o PL era "injustificável e desumano". Por causa do PL e outras medidas, o Ministro da Economia Fernando Haddad afirmou que "Quando vamos para Brasília, não dialogamos com o serviço público propriamente dito. Vamos nos defender do que está acontecendo". De acordo com o jornal Folha de S.Paulo, uma ala do Supremo Tribunal Federal (STF) calculou nos bastidores que a decisão é inconstitucional. Ainda de acordo com a Folha, alguns parlamentares de partidos de direita como União Brasil, Solidariedade, PP e PL declararam reservadamente que o texto era problemático. O MDB Mulher declarou-se contra a mudança da legislação atual. O PSOL e a Instituto de Bioética e a Clínica Jurídica Cravinas da Universidade de Brasília, responsável pelo ação no STF que proibiu a proibição da assistolia fetal, declararam que não negociaram com Sóstenes. Ainda, integrantes da Bancada Feminista do PSOL protestaram na frente da sede do PL. O líder da bancada do PT na Câmara, Odair Cunha (PT-MG), registrou a posição contrária ao PL. A presidente do PT, Gleisi Hoffmann, afirmou ser pessoalmente contra aborto, mas que defendia a legislação como estava. A deputada federal Sâmia Bomfim (PSOL-SP) pronunciou-se contra, afirmando que “criança não é mãe e estuprador não é pai”. Ainda, Sâmia e Fernanda Melchionna (PSOL-RS) pediram que Arthur Lira devolvesse o PL para Sóstenes por ser inconstitucional. O Pastor Henrique Vieira (PSOL-RJ) afirmou que sentia "vergonha por tamanha brutalidade" e o Padre João (PT-MG) pronunciou-se contra a pena maior para a mulher. A ex-deputada Lúcia Carvalho chamou a PL de "aberração".
Miriam Leitão afirmou que o PL "é um retrocesso medieval, que leva o país para a Idade Média" e Mônica Waldvogel, âncora da GloboNews, chorou enquanto noticiava o assunto durante o programa Em Ponto. Adriana Araújo também pronunciou-se contra na Band. Fátima Bernardes criticou o PL em palestra durante o Despertar Empreendedor 2024. Dois médicos citados por Sóstenes Cavalcante em um exemplo de aborto, Olímpio de Moraes e Nésio Fernandes, declararam que deputado apresentou uma "versão fantasiosa" do caso. O dom Angélico Sândalo Bernardino, bispo em Blumenau, afirmou que o PL é "uma distorção da realidade". O Professores pela Democracia da Fundação Getúlio Vargas declarou que a proposta "foge ao debate ético, moral e razoável". O presidente do Conselho Federal da Ordem dos Advogados do Brasil (OAB), José Alberto Simonetti, criou uma comissão formada apenas por mulheres para decidir um parecer sobre o PL. A OAB de São Paulo demonstrou profunda preocupação pelo PL. Os 81 membros do Conselho Pleno do Conselho Federal da OAB votaram por um padecer técnico-jurídico que considera o PL inconstitucional. A ONG Plan International Brasil declarou que as principais afetadas seriam meninas de 13 anos, por serem as principais vítimas de estupro do Brasil. A Comissão Arns afirmou que era “é uma infâmia contra as mulheres brasileiras”. A comissão também enviou pedido para que Arthur Lira arquive o PL. A médica Ana Costa, do Centro Brasileiro de Estudos de Saúde (Cebes), publicou artigo afirmando que o PL é "uma reedição do 'Estatuto do Estuprador', que obriga mulheres a gestarem fruto de estupro, sob pena de prisão". O grupo jurídico Prerrogativas classificou o PL como "abominável" e que beira ao crime de ódio contra meninas e mulheres. Em 13 de junho, a ONG Conectas e outras 22 organizações e coletivos entraram com um apelo urgente na Organização das Nações Unidas (ONU) e na Comissão Interamericana de Direitos Humanos (CIDH) contra o projeto de lei que equipara aborto a homicídio. Policiais civis divulgaram manifesto na plataforma Avaaz relatando como funcionam os casos de estupro vivenciado pelas forças policiais.  A Sociedade Brasileira para o Progresso da Ciência coordenou nota, assinada inicialmente por mais 59 sociedades científicas, repudiando o PL e lembrando que "a grande maioria dos estupros de menores de idade, no Brasil, é cometida por membros de sua família, que obviamente abusam dos laços de sangue e de afeto para submeterem pessoas indefesas a uma das piores violências que podem se abater sobre um ser humano". A Frente de Mulheres de Fé lançou manifesto pedindo o arquivamento do PL. 44 coletivos femininos lançaram manifestação contra o PL. A Fiocruz declarou que "O PL representa (...) mais uma falha na proteção integral, assim como estabelecido pelo Estatuto da Criança e do Adolescente, cuja responsabilidade é, inicialmente, da família, mas também do Estado e da sociedade". A Academia Brasileira de Ciências classificou o PL como inconstitucional e pediu que as políticas públicas fossem feitas por especialistas. Líderes religiosos, advogados e membros consultados pela Folha de S.Paulo afirmaram que o PL não foi discutido dentro de igrejas. A Roda Viva entrevistou Luciana Temer, presidente do Instituto Liberta, em discussão sobre o tema. Um grupo de 460 bispos apoiadores do papa Francisco no Brasil lançou um manifesto contra o PL, declarando-se contra o aborto mas também contra a pena desproporcional entre a mulher e o estuprador e a punição da mulher. O evento III Ègbé, que contou com coletivos como o Centro Nacional de Africanidade e Resistência Afro-Brasileiro e o Movimento dos Trabalhadores Rurais Sem Terra, lançou carta contra o PL. Maria José Araújo, a médica que implementou o primeiro programa de aborto legal no Brasil, declarou que o PL fere o princípio da beneficência do Código de Ética Médica. O Sindicato dos Trabalhadores na Administração Pública e Autarquias no Município de São Paulo lançou manifesto pedindo o arquivamento do PL, defendendo a manutenção do aborto legal e pedindo o fim da perseguição dos profissionais de saúde que realizem o procedimento.
A Conferência Nacional dos Bispos do Brasil demonstrou apoio ao PL, afirmando que "é ilusão pensar que matar o bebê seja uma solução. O aborto também traz para a gestante grande sofrimento físico, mental e espiritual. Algumas vezes até a morte". Os deputados federais Nikolas Ferreira (PL-MG) e Mário Frias (PL-SP) e a senadora Damares Alves (Republicanos-DF) apoiaram a medida. Damares declarou que o texto era problemático e veio em hora inoportuna. Altineu Côrtes (PL-RJ) declarou que havia uma falsa impressão de que a esquerda ganhou. O ex-presidente Jair Bolsonaro relembrou o PL 5398/2013, de sua autoria, que previa o aumento de pena e castração química para pessoas condenadas por crimes sexuais. O CFM negou participação na elaboração do PL.

### Manifestações

Manifestantes protestam contra o PL 1904/2024 com o cartaz "Criança não é mãe. Estuprador não é pai." na Avenida Paulista na cidade de São Paulo

Na noite de 13 de junho de 2024, a aprovação do regime de urgência mobilizou manifestações de rua contra o PL 1904/2024 em São Paulo e Rio de Janeiro. As manifestações foram convocadas por entidades civis como a Frente Nacional Contra a Criminalização das Mulheres e Pela Legalização do Aborto. Também ocorreram protestos em Brasília, Manaus, Recife, Florianópolis, Niterói, Porto Alegre, João Pessoa, Vitória, Pelotas, Belo Horizonte, Curitiba, Palmas, Fortaleza, Natal, Ribeirão Preto, São João del-Rei, Barbacena, Juiz de Fora, Viçosa, Ouro Preto e Uberlândia. Em São Paulo, as manifestações ocorreram na avenida Paulista, com concentração em frente ao Museu de Arte de São Paulo (Masp), sob gritos de “criança não é mãe”, “respeitem as mulheres” e “fora Lira”. No Rio, as manifestações concentraram-se na Cinelândia, com faixas escritas "pela luta de todas as mulheres", e "não à PL do estupro". No dia 15, houve outra manifestação em frente ao Masp, organizada por 60 coletivos da sociedade civil. No dia 19, houve uma segunda manifestação em Brasília, organizada pelo movimento “Criança não é mãe”, que lançou manifesto. Curitiba também anunciou um segundo protesto para o dia 21. Ainda, Porto Alegre conto com segunda manifestação. Nos Estados Unidos, houve protestos nos estados de Nova Iorque e Nova Jérsia. A Marcha da Maconha em São Paulo também contou com protestos contra o PL. Na tarde do dia 23, as manifestações protestaram mais uma vez na Avenida Paulista, na região central de São Paulo, e em Copacabana, no Rio de Janeiro, contra o projeto de lei. No dia 27, ocorreu um quarto protesto em São Paulo e em Brasília.

### Internet
Após o PL, o Brasil tornou-se o país que mais pesquisa sobre legislação de aborto, seguido dos Estados Unidos. Houve uma rápida mobilização da esquerda sobre o tema, que focou o debate principalmente em casos de crianças estupradas. De acordo com o Datafolha, 66% dos brasileiros são contra o PL. 57% dos evangélicos e 68% dos católicos também se posicionaram contra. Porém, 44% dos entrevistados disseram não ter conhecimento sobre o projeto. De acordo com o AtlasIntel/CNN, 70,8% dos brasileiros acreditam que uma mulher que abortou após 22 semanas não deveria responder por homicídio, com 92,1% dos entrevistados afirmando que tinham conhecimento sobre o PL. De acordo com a consultoria Arquimedes, 88% dos perfis analisados que comentaram o PL posicionaram-se contra. Uma enquete feita no próprio site da Câmara dos Deputados, também revelou que 72% dos participantes discordavam totalmente da iniciativa. Menos de 24h depois, o número de pessoas que votou em "discordar totalmente" subiu para 87%. Em dois dias, a página do PL gerou 3,1 milhões de acessos e 780 mil interações, tornando-se de longe a mais visualizada do site da Câmara dos Deputados. A segunda colocada possui apenas 3% das visualizações.
As hashtags #PLdoEstuproNão e #CriançaNãoÉMãe ficaram no trending topics do X. A primeira hashtag fez parte de movimento liderado pela deputada federal Erika Hilton (PSOL-SP), e contou com apoio de fã-clubes de cantoras como Anitta, Taylor Swift, Rihanna, Olivia Rodrigo, Ariana Grande, Billie Eilish, Selena Gomez e Blackpink. Já a segunda fez parte do movimento homônimo criado por 18 entidades do setor. Os tópicos "Bancada do Estupro", "Esse PL" e "Idade Média" também tornaram-se populares no X. Apoiadores da proposta usaram as hashtags #PL1904Já e #PL1904sim, que foram combatidos pelas hashtags #PLdaGravidezInfantil e #PL1904Não. Ainda, os fãs da banda BTS criaram a hashtag #ArmyContraPL1904, que se tornou uma das 20 mais comentadas do X, e o PL foi comparada à série The Handmaid's Tale.
Hackers derrubaram o site oficial do Eduardo Bolsonaro e substituíram por um tweet antigo do Lula afirmando que o próprio Eduardo o seguia no Instagram. Bia Kicis, Alexandre Ramagem  e Delegado Paulo Bilynskyj também tiveram seus sites derrubados. A deputada Franciane Bayer (Republicanos-RS) fez postagem nas redes sociais com imagens dos que votaram a favor do PL escrito "Estes são os parlamentares que propuseram o PL dos Estupradores", o que fez com que os deputados Paulo Bilynskyj (PL-SP), Nikolas Ferreira (PL-MG), Carla Zambelli (PL-SP), Mario Frias (PL-SP) e Franciane Bayer (Republicanos-RS) apresentassem uma notícia-crime no STF para que Bayer não possa mais publicar conteúdos "que tenham como intuito difamar a atuação parlamentar dos autores".

### Famosos
Entre os famosos que se pronunciaram contra o PL estão Daniela Mercury, Teresa Cristina, Titi Müller, Débora Falabella, Paulo Vieira, Nanda Costa, Luana Piovani, Alinne Moraes, Débora Bloch, Ana Paula Padrão, Paolla Oliveira, Samara Felippo, Ana Maria Braga, Luciano Huck, Luana Piovani, J. K. Rowling e Angela Davis.
Entre as pessoas que posicionaram-se a favor do PL estão Juliano Cazarré, Cássia Kis e Silas Malafaia. Após críticas na internet, Cazaré declarou que seu filho era adotado. O preparador físico Diego Falcão, da comissão técnica da seleção feminina de basquete, declarou-se a favor do PL. Por isso, foi demitido pela Confederação Brasileira de Basquete. A saída de Falcão motivou a demissão do técnico José Neto.